# Желудачни бајпас
Желудачни бајпас (ЖБ) или гастрични бајпас једна од најчешће извођених метода у баријатријској хирургији или врста операције губитка телесне тежине која укључује стварање мале кесице из желуца и повезивање новонастале кесице директно са танким цревом. Након ове интервенције, прогутана храна ће ићи у ову малу кесицу желуца, а затим из ње директно у танко црево, заобилазећи на тај начин већи део желуца и први део танког црева.
Желудачни бајпас се ради када дијета и вежбање нису успели да смање прекомерну телесну тежину или када пацијент има озбиљне здравствене проблеме због своје гојазности.

## Опште информације
Желудачни бајпас се ради како би се омогућило пацијенту да  изгуби вишак килограма и смањи ризик од потенцијалних болести и по живот опасних здравствених проблема повезаних са гојазношћу, укључујући:
- гастроезофагеалну рефлуксну болест,
- болести срца,
- висок крвни притисак,
- висок ниво холестерола,
- опструктивну апнеју у сну,
- шећерну болест типа 2
- срчани или мождани дар
- рак,
- неплодност.

Гастрични бајпас се обично ради тек након што је пацијент безуспешно покушао да смрша након што је побољшао своју исхрану и навике вежбања.
Након ове операције пацинет мора бити спреман на трајне промене у смислу вођења здравијег начин живота и исхране, и да активно учествујете у дугорочним плановима праћења који укључују праћење његове исхране, начина живота и понашања и општег здравственог стања.

## Индикације
Индикације за желудачни бајпас, као и за друге баријатријске операције, заснивају се на индексу телесне масе (енгл. body mass index, - BMI) као и на присуство коморбидитета.
Пацијенти са BMI од 40 kg/m²  или већим, код којих не постоје истовремено са здравственим проблемима, и за које баријатријска хирургија не би представљала превелики ризик, могу дабуду кандидати за операцију.
Пацијенти са  BMI већим или једнаким 35 kg/m² и једним или више озбиљних коморбидитета повезаних са гојазношћу, укључујући - шечћерну болест типа 2, хипертензију, хиперлипидемију, опструктивну апнеју за спавање (ОСА), неалкохолну масну болест јетре (НАФЛД), гастроезовагеалну рефлуксну болест, астму, болест венске стазе, тешка уринарна инконтиненција, исцрпљујући артритис или значајно нарушен квалитет живота, такођемогу бити кандидати за хируршку интервенцију.
Пацијенти са BMI од 30 до 34,9 kg/m², са шећерном болести или метаболичким синдромом, такође могу бити подвргнути операцији губитка тежине, иако нема довољно података да би ова интервенција показала дугорочну корист код таквих пацијената.
Али желудачни бајпас није за све који су гојазни. Већ само за оне који испуњавају одређене медицинске услове да би се квалификовали за операцију губитка телесне тежине, што се утврђује тек након опсежног процеса скрининга.

## Поступак
Након што се пацијент увед у општу анестезију може да започне ове операција, која се изводи у два корака:
Први корак
Први корак чини желудац мањим. У овом кораку хирург користећи стаплер дели желудац на мали горњи део и већи доњи део. Горњи део желуца  (који се зове врећица) је место где ће ићи храна коју  пацијент једе. Овај део је отприлике величине ораха и може да прими само око  28 грама хране. Због тога ће пацијент јести мање и тиме губити на тежини.
Други корак
Други корак је обилазница. У овом кораку хирург повезује мали део  танког црева (јејунум) са малом рупом у врећица. Храна коју пацијент једе  сада ће путовати из врећица у овај нови отвор и директно у танко црево. Као резултат, тога тело ће апсорбовати мање калорија.

### Врсте операција
Желудачни бајпас се може урадити на два начина, као отворерни и лапроскопски желудачни бајпас.
Отворени желудачни бајпас
Први начин је отворена операција  на трбуху током које хирург прави велики хируршки рез на трбушном зиду да би приступио желуцу и обавио бајпас између желуца танког црева и других органа.
Лапароскопски  желудачни бајпас
Други начин да се уради ова операција је  лапароскопија, уз употребу мале камере и кроз мали рез на кожи трбуху, што омогућава хирургу да види унутрашњост пацијентовог трбуха. Током лапароскопске хирургије, која траје око 2 до 4 сата.
- хирург прави 4 до 6 малих резова на трбуху, кроз које убацује инструменте потребне за извођење операције.
- преко камере која  је повезана са видео монитором у операционој сали хирургу је у могучности да види унутрашњост трбуха док обавља операције.

Предности лапароскопије у односу на отворену хирургију укључују:
- краћи боравак у болници и бржи опоравак
- мање бола,
- мањи ожиљци и мањи ризик од киле или инфекције
- већа безбедност (према мултицентричним, проспективним подаци прилагођеним ризику, који су показали да је лапароскопски желудачни бајпас безбеднији од отвореног желудачног бајпаса, с обзиром на 30-дневну стопу компликација).[8]

## Прогноза
Желудачни бајпас може обезбедити дуготрајан губитак телесне тежине који зависи од врсте операције и промене животних навика. Након ове интервенције могуће је да пацијент изгуби око 70%, или чак и више, вишка килограма у року од две године.
Поред губитка тежине, гастрични бајпас може побољшати или решити стања која су често повезана са прекомерном тежином.
Гастрични бајпас такође може побољшати пацијентову способност обављања рутинских свакодневних активности, што би могло да му помогне и да побољша квалитет живота.
Међутим могуће је да пацијент не изгуби довољно телесне тежине или да се врати на тежину након операције.. Ово повећање телесне тежине може се десити ако након операције пацијент не спроводи препоручене промене у начину живота (на пример, ако често грицка  високо калоричну храну),
Да бисте избегао поновно добијање на тежини, пацијет мора  да уноси трајне здраве промене у своју исхрану и да се редовно бави физичком активношћу и вежбањем. Важно је и да редовно одлази на све заказане прегледе након операције губитка тежине како би лекар могао да прати евентуални напредак. 
У случају да пацијент примети да не губи на тежини или има  компликације након операције, мора се одмах обратити лекару.

## Компликације
Као и свака већа операција и ова интервенција носи у себи потенцијал за компликације - нежељене догађаје који повећавају ризик, боравак у болници и смртност. Неке компликације су заједничке за све абдоминалне операције, док су неке специфичне за баријатријску хирургију.

### Стопе морталитета и компликација
Укупна стопа компликација у периоду од 30 дана након операције креће се од 7% за лапароскопске процедуре до 14,5% за операције кроз отворене резове. Једна студија о морталитету открила је стопу од 0% на 401 лапароскопски случај и 0,6% на 955 отворених процедура. Сличне стопе 30-то дневног морталитет од 0,11% и 90-то дневног морталитет од 0,3%  евидентиране су у програму америчких центара изврсности, на основу резултата добијених након 33.117 операција у 106 центара.
На смртност и компликације утичу већ постојећи фактори ризика као што су:
- степен гојазности,

- срчана обољења,

- опструктивна апнеја у сну,

- шећерна болест,

- историја претходне плућне емболије.

На смртност и компликације утиче и искуство хирурга: крива учења за лапароскопску баријатријску хирургију. Надзор и искуство су важни при одабиру хирурга, јер начин на који хирург постаје искустан у суочавању са проблемима у корелацији је са компликацијама и успешним решавањем проблема.
Инфекција
Након ове интервенције може доћи до инфекције резова или унутрашњег дела трбуха (перитонитис, апсцес) услед ослобађања бактерија из црева током операције. 
Могућа је и болничка инфекција, као што је пнеумонија, инфекције бешике или бубрега и сепса (инфекција која се преноси крвљу). Ефикасна краткорочна употреба антибиотика, ефикасна респираторна терапија и подстицање на активности у року од неколико сати након операције могу смањити ризик од инфекција.
Крварење
Многи крвни судови морају бити пресечени да би се желудац поделио и црево пореместило. Након било које од ових интревенција може касније доћи до крварења, било у стрбуху (интраабдоминално крварење), или у самом црево (гастроинтестинално крварење). У таквим случајевима можда ће бити потребне трансфузије крви, а понекад је неопходна и поновна операција. Употреба разређивача крви, за спречавање венске тромбоемболијске болести, може заправо повећати ризик од крварења.
Кила или хернија
Кила је абнормални отвор, било унутар трбуха (унутрашња кила), или кроз мишиће трбушног зида (спољашња кила). Унутрашња кила може бити резултат операције и реорганизације црева, и углавном је значајна као могући узрок опструкције црева.
Инцизиона кила се јавља када хируршки рез не зарасте добро; мишићи абдомена се одвајају и дозвољавају избочење мпперитонеума налик на врећу, која може у себи садржати црева или други трбушни садржај, и може бити болна и неугледна. Ризик од киле абдоминалног зида је значајно мањи у лапароскопској хирургији.
Опструкција црева
Абдоминална хирургија увек резултује неким ожиљцима на цревима, који се називају адхезије, а може доћи и до формирања киле, било унутар трбуха или кроз трбушни зид. Када црево постане заробљено адхезијама или килом, може постати савијено и зачепљено, понекад много година након првобитне процедуре. У таквим случајевима обично је неопходна операција да би се исправио овај проблем, односно уклонила опструкција црева.
Венска тромбоемболија
Свака повреда, као што је хируршка операција, узрокује да тело повећа коагулацију крви што може резултовати повећаном вероватноћаом стварања угрушака у венама ногу, а понекад и карлице, посебно код морбидно гојазних пацијената. Угрушак који се ослободи и креће се кроз крвне судове може да доспе  у плућа и изазове плућну емболију, веома опасну пкомпликацију. Да би се спречила тромбоемболија, превентивно се дају разређивачи крви пре операције, како би се смањила вероватноћа ове врсте компликација.

### Компликације желудачног бајпаса
Пропуштање анастомозе
Анастомоза је хируршка веза између желуца и црева, или између два дела црева, којом хирург покушава да створи водонепропусну везу тако што повезује два органа стаплером или шавовима, од којих сваки заправо прави рупу у зиду црева.
Хирург ће се након ове интервенције ослања на исцељујућу моћ тела и његову способност да створи спој попут самозаптивне гуме, да би успео у операцији. Ако се тај спој не формира, из било ког разлога, течност из гастроинтестиналног тракта може да процури у стерилну трбушну дупљу и изазове инфекцију и формирање апсцеса.
Симптоми цурења анастомозе укључују:
- убрзан рад срца (тахикардију)
- грозницу
- бол у стомаку
- дренажу секрета из хируршке ране
- мучнину и повраћање
- бол у пределу левог рамена
- низак крвни притисак
- смањено излучивање мокраће.

До цурења анастомозе може доћи у око 2% процедура након желудачног бајпаса, обично на споју желудац-црево. Што је пацијент гојазнији, то је већи ризик од цурења анастомозе. Остали фактори ризика укључују мушки пол, друге здравствене проблеме осим гојазности и историју претходних абдоминалних операција.
Цурење анастомозе може се лечити:
- антибиотицима,
- постављањем привременог стента преко подручја цурења, из унутрашњости желудачне кесе или танког црева, коришћењем горњуе ендоскопије.
- ауставите свако орално храњење или пацијента хранити кроз цевчицу која иде директно у црево, све дог цурење не зацели.

- хитном поновном операцијом (реинтервенцијом).[18]

Анастомотска стриктура
Како временом анастомоза зараста, она формира ожиљно ткиво, које природно има тенденцију да се смањи или скупља током времена, чинећи отвор мањим. Ово се зове "стриктура". Како пролаз хране кроз анастомозу захтева отворену анастомозу, процес упале и њеног зарастања надмашује процес истезања, тако да ожиљци могу учинити отвор тако малим да чак ни течности више не може да прође кроз анастомозу. Решење је процедура која се зове eзофагогастродуоденоскопија, током које се врши растезање везе надувавањем балона унутар анастомозе. Понекад се ова манипулација мора извршити више пута да би се постигла трајна корекција анастомозе.
Анастомотски чир
Улцерација или чир анастомозе јавља се код 1–16% пацијената,  а као могући узроци наводе се:
- ограничено снабдевање крвљу анастомозе (у односу на физиолошко снабдевањем крвљу у првобитном желуцу)

- напетост анастомозе,

- желудачна киселина,

- бактерија хеликобактер пилори

- пушење дувана

- употреба нестероидних антиинфламаторних лекова,

Ова компликација може се лечити:
- инхибиторима протонске пумпе, нпр. есомепразолом,

- цитопротектантом и киселим пуферским леком, нпр. сукралфатом,

- привременим ограничењем конзумирања чврсте хране.